# Ictonyx
Zorilles
Genre
Ictonyx est un genre de carnivores de la famille des Mustélidés qui comprend deux espèces appelées des zorilles comme quelques autres espèces de mustélidés.
Ce genre a été décrit pour la première fois en 1835 par le naturaliste allemand Johann Jakob Kaup (1803-1873). 

## Liste des espèces
Selon Mammal Species of the World (version 3, 2005)  (31 mai 2013) et NCBI (31 mai 2013)  :
- Ictonyx libyca (Hemprich & Ehrenberg, 1833) — zorille du désert[4], zorille de Libye[4] ou zorille du Sahara
- Ictonyx striatus (Perry, 1810) — zorille commune[4], zorille[4],[5],[6] ou zorilla[6]

Selon ITIS (31 mai 2013) et Catalogue of Life (31 mai 2013) :
- Ictonyx libycus (Hemprich & Ehrenberg, 1833)
- Ictonyx striatus (Perry, 1810)